# TIM-600
TIM-600 je PC računarski sistem razvijen u Institutu „Mihajlo Pupin“ Beograd 1988. godine. Bio je zasnovan na mikroprocesoru Intel 80386 sa matematičkim koprocesorom Intel 80387. Imao je reči dužine 32 bita, osnovnu učestanost ciklusa od 20 MHz i operativni sistem UNIX V.3. Sistem TIM-600 bio je prvi put prikazan na Internacionalnoj izložbi računarskih sistema u Minhenu septembra 1988. godine.

## Arhitektura
Arhitektura PC računara TIM-600 zasniva se na tri sistemske računarske magistrale (od 32, 16, odn. 8-bita). Centralni procesor (CPU) izvršava 5 miliona prostih operacija u sekundi. Operativna memorija ima najviše osam RAM modula, kapaciteta od 2 MB svaki. Predviđeno je priključenje do osam TIM terminala ili sličnih perifernih jedinica preko RS-232C priključaka. Centronics tip interfejsa dozvoljava priključenje raznih vrsta laserskih ili linijskih štampača. Takođe, postoji mogućnost povezivanja dva fiksna magnetska diska, kao i magnetnih disketa ili kaseta. 

## Programska podrška
Za realizovanje raznih primena korišćeni su programski jezici: C++, Fortran, COBOL, Basic i Paskal. Softver za upravljanje bazama podataka je urađen pomoću Informix, Oracle i drugih softverskih paketa.

## Višekorisnički rad
Računari TIM-600 se mogu povezati u PC-mrežu uz pomoć BCS3780 ili SNA/SDLC protokola. Na raspolaganju je i X-25 modul za omogućavanje pristupa javnim računarskim mrežama.
Modularna konstrukcija PC računara TIM-600 omogućava priključenje 32 korisnika mikroračunara, a postojala je mogućnost proširenja do najviše 64. 

## Primena
Primene PC sistema TIM-600 su bile vrlo raznovrsne: automatizacija kancelarijskog poslovanja, opšte obrade informacija (u naučnim ustanovama, državnoj upravi, zdravstvu, JNA), upravljanje procesima (u industriji, saobraćaju, bankama, javnim ustanovama ) i drugo. 

## Literatura
- Dragoljub Milićević, Dušan Hristović (Ed): Računari TIM, izdanje Naučna knjiga, Beograd, 1990.
- D. Milićević, D. Starčević, D. Hristović: Arhitektura i tipične primene računara TIM, časopis Primenjena nauka, broj 14, strane 23-30, Jugoslavija-EKO, Beograd, maj 1988.
- R.Bojčevski, D.Starčević, D.Kosovac, D.Milojicic: "TIM Operativni sistemi", Simp.Informacione tehnologije, Jahorina BiH, mart 1986;
- D.Starčević: "O nekim problemima domaće proizvodnje računara", list "Nedeljna Dalmacija", Split, decembar 1985;
- D.Starčević, Dj.Lazić, Č.Milenković: " Sistem za rezervacije baziran na lokalnoj rač. mreži", Zbornik Konf.ETAN-1988, vol.8, str.325-332, Sarajevo juni 1988.
- Dušan Hristović: "Razvoj računarstva u Srbiji", PHLOGISTON, br.18/19, str.89-105, Muzej nauke i tehnike MNT, Beograd 2010/2011.